# Habichuelas con dulce
Las habichuelas con dulce son un postre típico de la República Dominicana que se acostumbra a comer durante la Cuaresma y Semana Santa. Consiste en una crema semilíquida hecha a base de frijoles (porotos o habichuelas), endulzada, aromatizada con canela y otras especias, y adornada con galletas de leche o casabe por encima. Además se le agrega leche de coco, leche evaporada y batata para aportar una textura cremosa.
Se considera uno de los platos más representativos de la gastronomía dominicana. En el norte dominicano (Cibao), así como en la capital, este postre se suele preparar con habichuelas rojas, mientras que en el sur se hacen las «habas con dulce», hechas con habas blancas. En el suroeste se prepara un postre muy similar llamado «candolias».

## Historia
La razón de que se preparen durante la Cuaresma y la Semana Santa es principalmente porque estas legumbres se cosechan en primavera, por lo que son un alimento de por sí abundante en estas fechas. La primera mención escrita de las habichuelas con dulce data de 1929, en un libro de Ramón Emilio Jiménez titulado Al amor del bohío, que dice así:

Pero el plato favorito de cuaresma son los frijoles con dulce, indispensables el Miércoles de Ceniza, el Viernes de Dolores y el Viernes Santo. El rico grano recibe, en el suplicio de la olla, baño de agua, nevada leche reforzada por una de coco y otra de azúcar, y a ellos sumados los ingredientes mantequilla, batata en trocitos para espesar, crema enriquecida con pasas y especias, y por último el casabe, el típico casabe que se reserva para arrojarlo en pedazos sobre las fuentes humeantes en el momento decisivo del ataque.
Jiménez, Ramón Emilio (1929). Al amor del bohío. pág 243.

No existen registros escritos que puedan esclarecer el origen preciso de las habichuelas con dulce, por lo que se han propuesto varias teorías:
- Origen en los esclavos negros. Debido a que la habichuela era un ingrediente común en la dieta de los esclavos, los cuales cultivaban caña de azúcar, se cree que se combinaron ambos ingredientes para hacer las habichuelas con dulce. Paralelamente, los afroperuanos desarrollaron la receta del frejol colado, hecho con habichuelas negras, leche, azúcar o panela, almendras y ajonjolí.[6]
- Origen turco-otomano. Por su similitud con el postre turco aşure, se especula si las habichuelas con dulce son un derivado de éste, traído por los inmigrantes que se asentaron a finales del siglo xix, quienes también trajeron el tabbule, el arroz árabe o el kibbe. Esta teoría se apoya en que el aşure también se asocia a un periodo de ayuno religioso (en el islam, ashura es literalmente el décimo día del muharram).[6]
- Origen canario. Se ha propuesto que las habichuelas con dulce son una preparación traída por inmigrantes españoles de las Islas Canarias, que se asentaron en el área de San Carlos.[2]
- Origen asiático. Poco probable, pero también hay teorías que apuntan a un origen asiático, puesto que en muchas gastronomías de Asia, el frijol o habichuela se considera un alimento dulce y no salado, por ejemplo, el amanattō japonés, la salsa china de frijoles dulces o el helado de frijoles mungos de Filipinas.
- Origen francés. Según el sociólogo Dagoberto Tejada, el postré surgió en la zona fronteriza, tras la migración de franceses al país tras la Revolución Haitiana de 1791.[7] El director del Instituto de Antropología de la UASD, José G. Guerrero, es además uno de los historiadores que más ha investigado y escrito sobre las habichuelas con dulce y señala que su origen podría estar relacionado con la presencia francesa y su consumo de legumbres o frijoles. En 2006, Guerrero publicó en la Revista Dominicana de Antropología el artículo «Antropología de la cocina dominicana: el caso de las habichuelas con dulce»,[8] en el cual sacaba a la luz la historia de François Delalande, un inmigrante francés que cultivó y vendió legumbres en el Santo Domingo español. Este hombre, originalmente establecido en Fort Dauphin (actual Fuerte Libertad, Haití), tuvo que huir cuando un mulato haitiano le pidió la mano de su hija, que le fue negada y en venganza la asesinó a ella y a toda su familia. Esta historia queda recogida en un informe escrito por el militar Dorvo Soulastre sobre los franceses en el lado español. Soulastre conoció a Delalande en su viaje a Santo Domingo en marzo de 1798. Lo menciona como pionero en la venta de nuevas legumbres. Los dominicanos sólo conocían las legumbres secas que venían de España o de Norteamérica y nunca las habían visto verdes en sus mercados. Además, en un texto escrito en vísperas de la Semana Santa (cuatro días antes del Domingo de Ramos), describió que Delalande preparaba unos «frijolillos (...) tan finos y azucarados». Algunos autores interpretan esta frase como las habichuelas con dulce, o al menos una receta precursora, y por lo tanto fueron los franceses quienes llevaron a Santo Domingo las habichuelas y la costumbre de endulzarlas.[4][9][10][11] La teoría del origen francés acabó de popularizarse en 2016, cuando el mismo José G. Guerrero hizo una reseña de su artículo anterior en el portal de noticias Sabores Dominicanos.[12]

## Elaboración

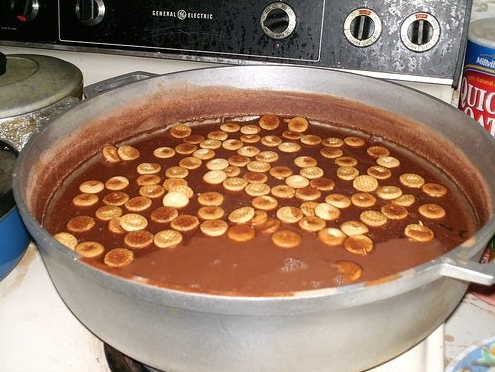
Cazuela de habichuela con dulce.

Las habichuelas se dejan remojando toda una noche, y al siguiente día se cuecen hasta volverlas tiernas. Lo mismo con la batata. Ambos ingredientes se hacen puré, dejando una cantidad de granos aparte para ponerlas entera en el postre y se ponen a hervir con la leche de coco, y  la leche evaporada, las especias, las pasas, sal y azúcar. Entre las especias incluye frecuentemente canela, además de anís, nuez moscada, vainilla y/o clavos de olor. La mezcla se cuece a fuego lento hasta obtener una consistencia más espesa o la deseada. Se sirve en una taza sopera o de postre con cuchara, caliente o frío, y con galletas por encima. Estas galletas son generalmente de la marca dominicana Guarina. A veces se sustituyen por casabe de yuca, que es un pan fino, crujiente, redondo, hecho de harina de yuca.